# Station Szamocin
Station Szamocin is een spoorwegstation in de Poolse plaats Szamocin.